# ミールヌイ
ミールヌイ (Mirny、ロシア語: Ми́рный、サハ語: Мииринэй)は、ロシアのサハ共和国西部にある都市。

## 歴史
1955年、ユーリ・ハバルディン（Yuri Khabardin）が指揮した探検により近くにキンバーライトのパイプ状の鉱床（キンバーライト・パイプ）が発見されたことにより入植がはじまった。1959年に町となり、現在は市になっている。

## 人口
人口は39,981人（2002年）、38,793人（1989年）とソ連崩壊後も微増している。
| 人口     | 人口     | 人口     | 人口     | 人口     | 人口     | 人口     | 人口     | 人口     | 人口     | 人口     | 人口     |
| 1959     | 1967     | 1970     | 1979年   | 1989     | 1992     | 1996     | 1998     | 2000     | 2001     | 2002     | 2003     |
| -------- | -------- | -------- | -------- | -------- | -------- | -------- | -------- | -------- | -------- | -------- | -------- |
| 5695     | ↗ 22,000 | ↗ 23 826 | ↗ 30 462 | ↗ 38 793 | ↗ 39 400 | ↘ 37 900 | ↘ 36 900 | ↘ 36 100 | ↗ 36 500 | ↗ 39 981 | ↗ 40,000 |
| 2005     | 2006     | 2007     | 2008     | 2009     | 2010     | 2011     | 2012     | 2013     | 2014     | 2015     | 2016     |
| ↘ 39 400 | ↘ 38 700 | ↘ 38 100 | ↘ 37 500 | ↘ 36 563 | ↗ 37 188 | ↘ 36 985 | ↘ 35 478 | ↘ 34 912 | ↘ 34 652 | ↘ 34 354 | ↗ 34 836 |
| 2017     | 2018     | 2019     | 2020     | 2021     |          |          |          |          |          |          |          |
| ↗ 35 376 | ↘ 35 223 | ↗ 35 381 | ↗ 35 390 | ↘ 34 045 |          |          |          |          |          |          |          |

## 位置
ヤクーツクからは西へ820km、レナ川水系のヴィリュイ川の支流、イレリャフ川（Irelyakh）のほとりにある。北緯62度32分07秒 東経113度57分40秒 / 北緯62.53528度 東経113.96111度。

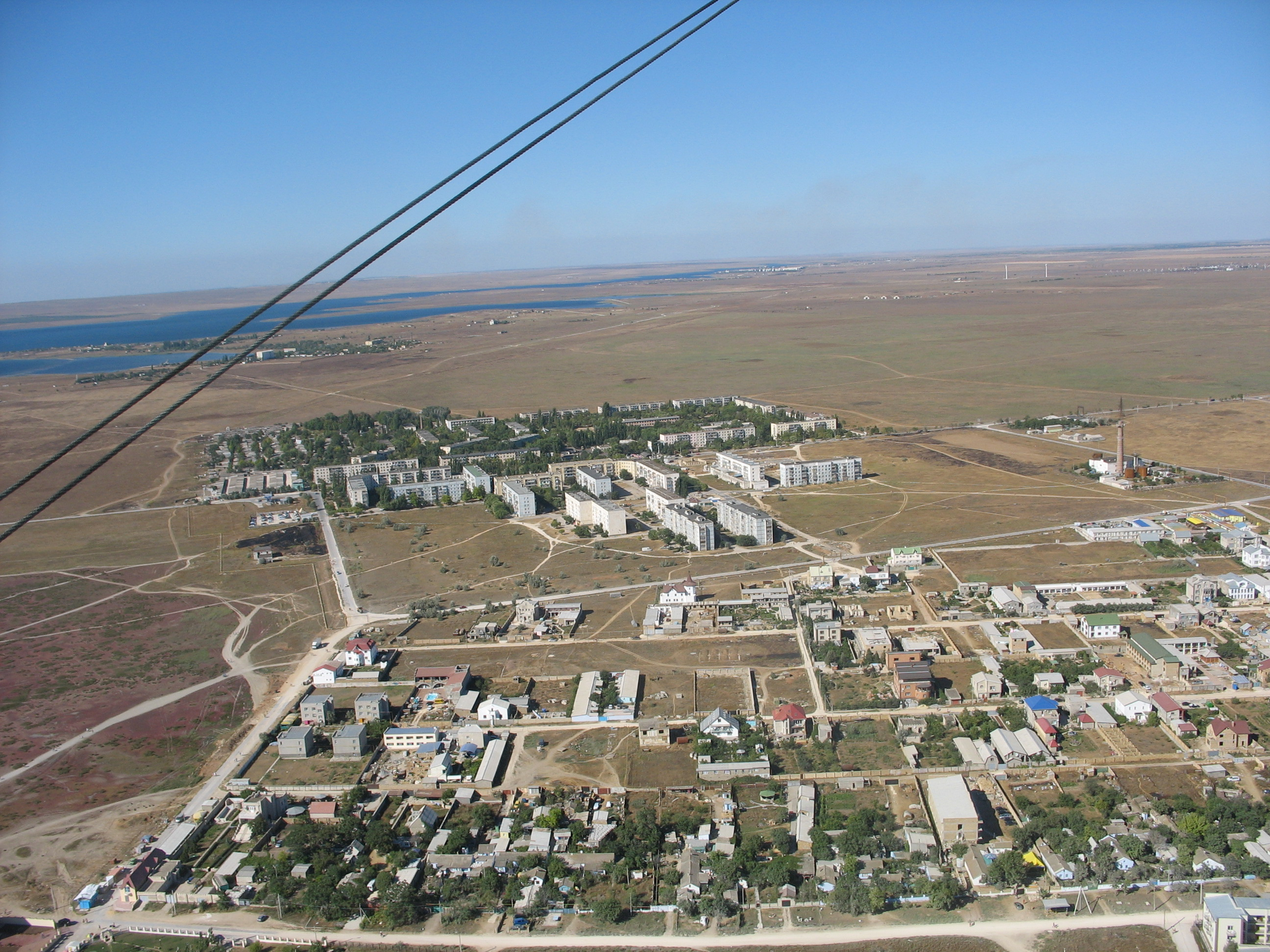
ミールヌイ市

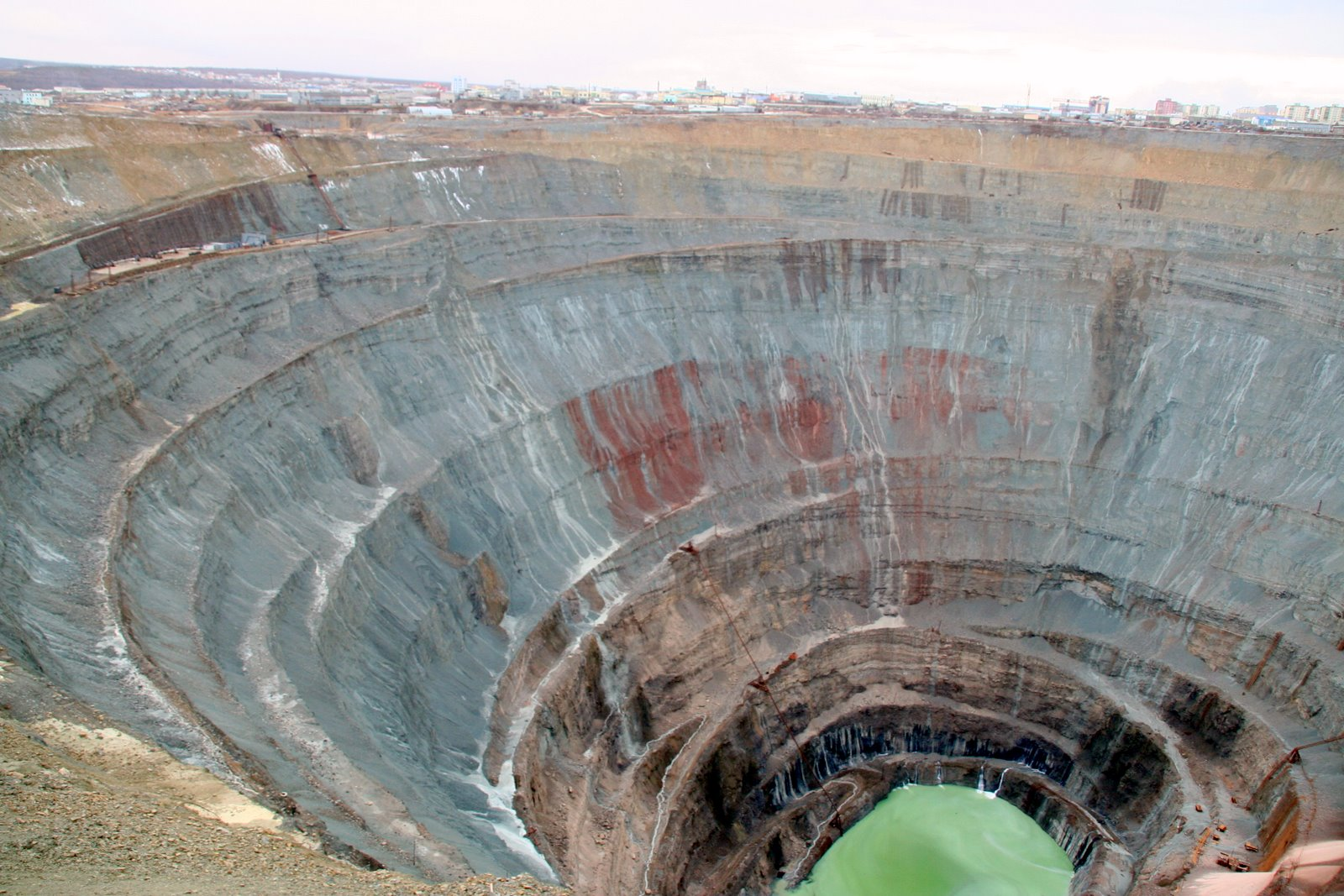
ミール鉱山

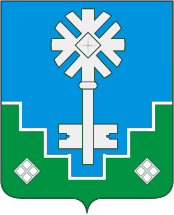
ミールヌイ市の紋章

## ダイヤモンド採掘
ロシアのダイヤモンド採掘都市で、ロシアのダイヤモンド生産の99%を担うサハ共和国のダイヤモンド産業の中心地。サハ共和国内はじめ世界でダイヤの探査・採掘・研磨・販売を行うロシア最大のダイヤモンド企業・アルローサ（ALROSA、Almazy Rossii-Sakha（ロシア・ダイヤモンド・サハ、Алмазы России-Саха）の略称）がミールヌイとモスクワに本社を置いている。ミールヌイはヴィリュイ川をせき止めた巨大なダムがあるほか、同地区に属する町では他にもウダーチヌイ（Удачный）がダイヤモンド鉱山として有名である。

## ミール鉱山
深さ525m、直径1,250mの巨大な露天掘り鉱山ミール鉱山の跡が観光地になっている。ここはソ連初の露天掘りダイヤモンド鉱であったが、50年近くに及ぶ操業を終え、現在では地下に坑道を掘り採掘している。周囲の永久凍土地帯ではさらに多くの露天掘り鉱跡があり、地下でダイヤモンド鉱山が操業している。露天掘りのピットや地下の坑道から出た大量の残土が川に流出して汚染するのを防ぐためにダムも設けられている。脚注
1. ↑  （ロシア語） Mirninsky GOK at Alrosa
2. ↑  The Nature of Diamonds - Russia. American Museum of Natural History. Retrieved on September 8, 2006. Archived 2009年4月4日, at the Wayback Machine.